# Ottrotter Schlösser

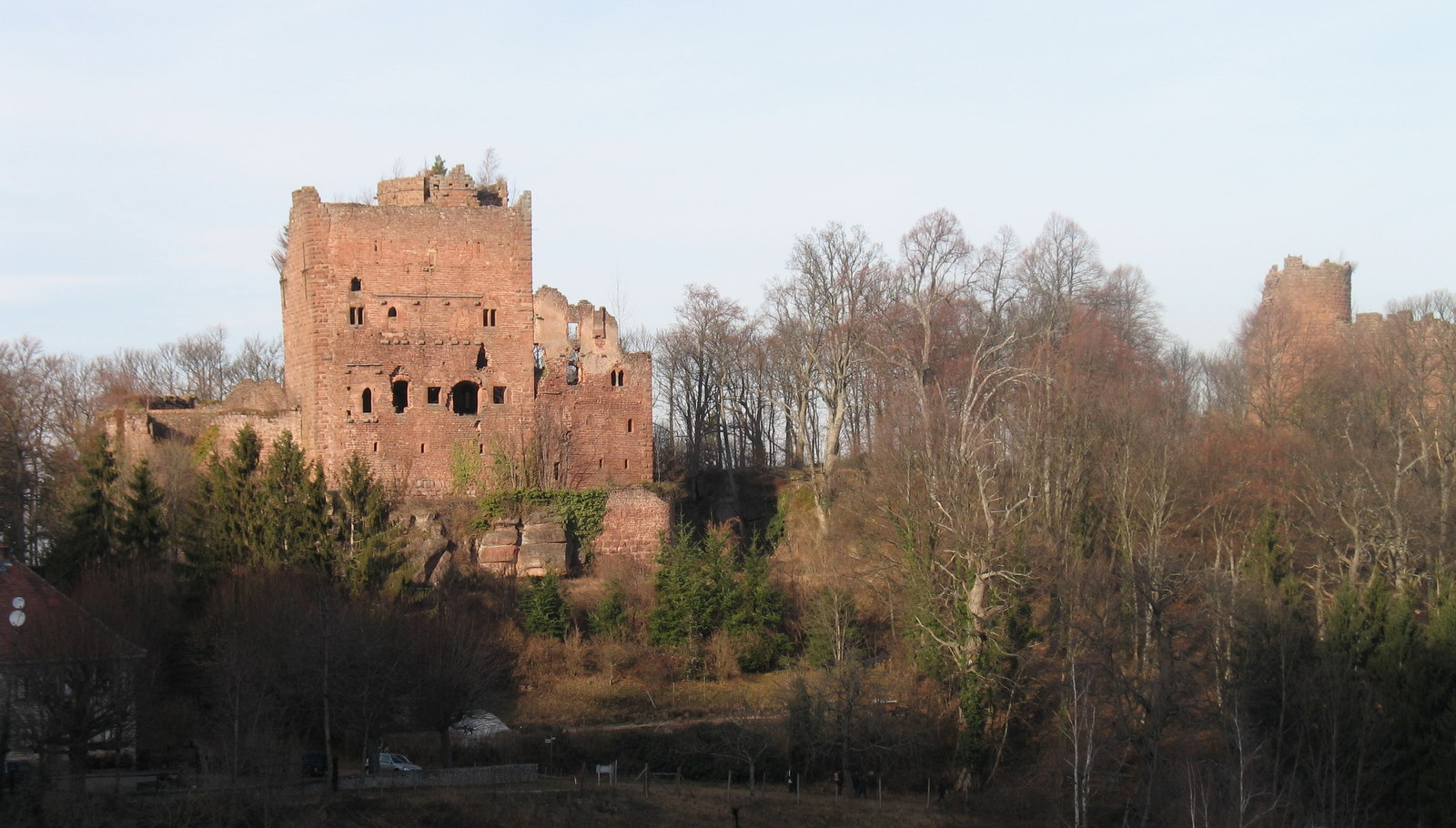
Burg Rathsamhausen (links) und Lützelburg (rechts)

Die Ottrotter Schlösser (französisch Châteaux d′Ottrott) sind eine Burgengruppe bei Ottrott im Département Bas-Rhin im Elsass, von denen aber nur Ruinen erhalten sind.

## Lützelburg
Die Lützelburg, auch Vorder-Lützelburg genannt, ist eine fünfeckige Mantelmauerburg mit rundem Bergfried. Sie befand sich u. a. im Besitz der Andlau und der Rathsamhausen.

## Alte Lützelburg

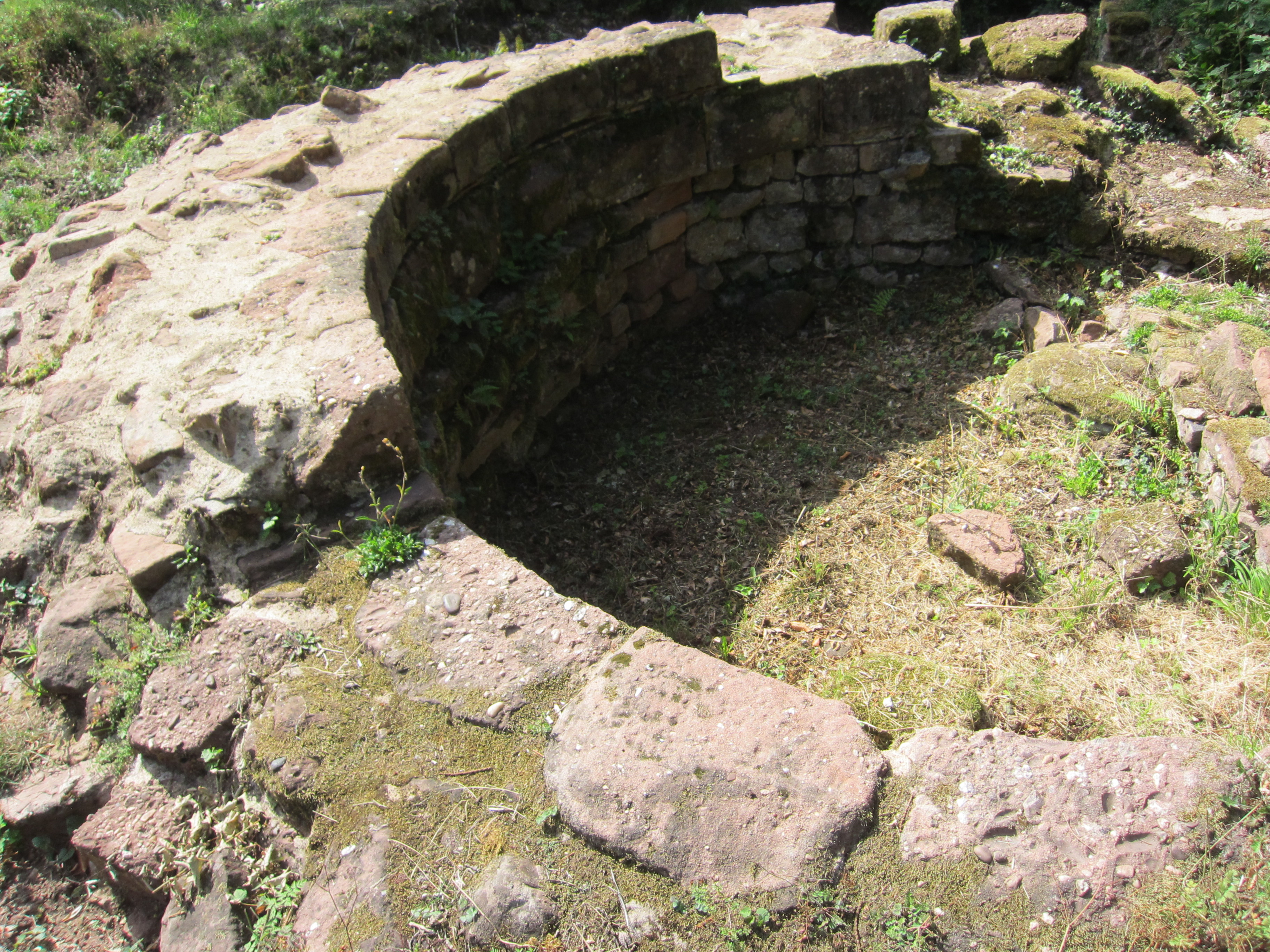
Rundturmfundament

Die Alte Lützelburg, auch Château de l’an Mil (»Burg des Jahres 1000«) genannt, ist der Überrest einer einfachen viereckigen Burg. Sie weist noch die Grundmauern eines Rundturms und eines rechteckigen Gebäudes auf. Die Burg wurde um 1076 im Auftrag der Grafen von Egisheim erbaut und zu Beginn des 12. Jahrhunderts von den Hohenstaufen zerstört, bevor sie im Jahr 1198 schließlich von den Grafen von Egisheim-Dagsburg in Brand gesteckt wurde.

## Burg Rathsamhausen
Die Burg Rathsamhausen, auch Hinter-Lützelburg genannt, ist eine grob viereckige Burg mit rundem Bergfried und einem die Anlage dominierenden, viergeschossigen Wohnturm. Sie befand sich u. a. im Besitz der Rathsamhausen, der Hohenstein und der Müllenheim.

## Sonstiges
Auf der Gemarkung von Ottrott existieren mit Burg Altkeller, Burg Birkenfels, Burg Dreistein, dem Hagelschloss, Burg Kagenfels, Burg Koepfel, Schloss Ottrott (in der Rue de la Gare von Ottrott) und Schloss Windeck acht weitere Burgen bzw. Schlösser. Sie werden jedoch nicht zu den Ottrotter Schlössern gezählt.